# Международный день мальчиков
Международный день мальчиков — отмечается ежегодно 16 мая. В этот день отмечается важность благополучия мальчиков и трудности, с которыми они сталкиваются, а также отмечается позитивный вклад, который они приносят в свои сообщества и семьи.
День основан в 2018 году доктором Джеромом Тилуксингхом (Dr Jerome Teelucksingh), преподавателем университета из Республики Тринидад и Тобаго. Основное внимание уделяется мальчикам и их благополучию, их потребностям чувствовать себя счастливыми, здоровыми и ценными в семье и обществе. 
В письме к правительственным лидерам и неправительственным организациям Тилуксингх говорит: 

В СМИ регулярно появляются сообщения о случаях, когда юные, неразумные мальчики и подростки оказываются вовлеченными в преступления и насилие. Если мальчиком пренебрегают или кормят его ненавистью и насилием, очевидно, что он вырастет в подростка, который будет сбит с толку и растерян. Необходимо срочно сосредоточиться на семье и школе, чтобы спасти мальчика.
Оригинальный текст (англ.)On the media, there are regular incidents in which young, misguided boys and teenagers are involved in crime and violence. If a boy child is neglected or fed a diet of hate and violence it is obvious he will develop into a teenager who is misguided and confused. There is an urgent need to focus on the home and school in order to save the boy child.
— History — International Boys’ Day
В отличие от Международного дня девочек, Международный день мальчиков официально не признан ООН.